# Mephisto (novela)
Mephisto es la sexta novela del escritor alemán Klaus Mann en 1936, realizada mientras estuvo en el exilio en Ámsterdam y sobre la cual se realizó una adaptación para el cine en 1981.
El libro cuenta las peripecias de un actor llamado Hendrik Höfgen en un país que es testigo de la rápida ascensión al poder del nazismo. 
Fue una de las primeras novelas que abordó en toda su crudeza la realidad del Tercer Reich. No se publicó en Alemania hasta 1956, provocando las iras de quienes se consideraban descritos en ella, por lo que se vio envuelta en diversos procesos judiciales.

## Sinopsis
El Ministro Presidente de Prusia celebra su cuarenta y tres cumpleaños en 1936 en la Berliner Opernhaus (Casa de la Opera de Berlín). La fiesta es magnífica y extravagante de tal manera que los invitados extranjeros se sienten intimidados. Tan pronto como el ministro de propaganda ingresa al salón, su presencia crea tensión pues está rodeado por una atmósfera fría. A pesar de su discapacidad camina a través del salón directamente hacia el director del Teatro Estatal, Hendrik Höfgen. Aunque odia sus 39 años de edad, se permite que sea fotografiado conversando con él. Para garantizar una buena entrada, el Ministro Presidente demoró su llegada a la fiesta. Más tarde ingresa con su esposa, Lotte Lindenthal.
La historia de pronto retrocede a mediados de los años veinte; Hendrik Höfgen, Otto Ulrichs y Hans Miklas pertenecen al Hamburger Künstlertheater (El Teatro de los Artistas en Hamburgo). Höfgen trabaja como actor y director, y es amigo de Otto Ulrichs, con quien planea incesantemente un plan para un “teatro revolucionario”. El Hamburger Künstlertheater es el primer peldaño en la carrera de Höfgen. Trabaja 16 horas diarias y a menudo sufre de variaciones en su temperamento. Demuestra superioridad sobre sus colegas. Cuando la actriz de Berlín, Dora Martin, realiza una interpretación, él se esconde en su vestuario. Aunque él no vio su actuación, la felicita. Hans Miklas, un seguidor del NSDAP, habla negativamente de Martin por su origen judío. En las afueras de Höfgen se encuentra con Juliette Martins, su padre es un ingeniero alemán y su madre era africana, lo que le da a Juliette el color oscuro de su piel. Ella de la lecciones de baile a Höfgen y se convierte en su amante.
En el Hamburger Künstlertheater “El Despertar de la Primavera” es ensayada. Aquí Höfgen actúa como un tirano frente a sus colegas. Se aplaza el ensayo de la tarde a causa de su clase de baile con Juliette, quien es la única persona a la que le permite llamarle Heinz – ni siquiera a su familia se lo permite. Höfgen es presentado a Barbará Bruckner (la hija de Geheimrat Bruckner) por su colega Nicoletta von Niebuhr. Ella anima a Höfgen para cortejar a Bárbara. Para sorpresa de Barbará él lo hace, y se casan rápidamente. Pasan su luna de miel en los lagos de Baviera. Nicoletta se les une y es visitada casi diariamente por el excéntrico escritor Theophil Marder. Dos semanas después de su regreso, Hendrik se encuentra de nuevo con Juliette. Theophil Marder le escribe a Nicoletta un telegrama, diciendo que sus sentimientos fueron heridos por su matrimonio; una esposa pertenece a su esposo sin importar las circunstancias. Nicoletta von Niebuhr viaja hacia él y deja su trabajo. Se casa a los treinta años.
En 1928, Höfgen participa en un rol en una comedia en Viena gracias a una recomendación de Dora Martin, Geheimrat Bruckner y Theophil Marder. Enseguida Höfgen abandona al Hamburger Künstlertheater después de una pelea Hans Miklas, después de llamar a Lotte Lindenthal una vaca rubia. Con el soporte de Dora Martin, Höfgen recibe un rol en el Teatro del Estado en Berlín y construye su carrera; sus ingresos se triplican. El incluso canta para la noche de interpretaciones en el Music Hall. Ahora pasa una semana en el Reichskanzlerplatz (Cancillería del Reich) y toma lecciones para conducir. Geheimrat Bruckner y su hija Bárbara van a Berlín cada vez menos y se alejan de Höfgen.
El renta una habitación en una esquina remota de Berlín donde visita entre semana a Juliette. En 1932, Fausto es puesto en escena al conmemorar los cien años de la muerte de Goethe. Höfgen toma el rol de Mephisto, y lo hace de forma exitosa. Höfgen no puede creer que los nazis se alzarán con el poder, pero el 30 de junio de 1933, Hitler es nombrado como el nuevo Reichskanzler (Canciller del Reich). Al tiempo que Höfgen empieza a grabar en Madrid, Dora Martin emigra a los Estados Unidos. Una vez que las grabaciones en España concluyen, Höfgen no regresa a Alemania, y viaja a París, porque se le ha advertido que su nombre consta en la lista negra de los nazis. Después de que su colega de Hamburgo, Ángela Siebert habla bien de él con Lotte Lindenthal, Lotte decide escogerlo como compañero para su debut en el Teatro Estatal de Berlín. Höfgen por lo tanto está bajo la protección del Ministro Presidente y puede regresar a Alemania. Fausto puesto nuevamente en la lista de interpretaciones del Teatro del Estado. Höfgen le dice a Lotte que sin duda le encantaría interpretar a Mephisto. De nuevo ella le consigue el papel gracias a su patrón. Höfgen logra la liberación de Otto Ulrichs, a quien los nazis habían encarcelado en un campo de concentración por sus creencias religiosas. Höfgen lo convence de tomar un trabajo en el Teatro del Estado. Mientras tanto Hans Miklas se siente traicionado por el nacional socialismo, puesto que sus creencias no son para el bien de Alemania.
Höfgen no quiere que los nazis sepan de su relación con la mujer de piel oscura “Juliette”. Él le pide que se vaya de Alemania y vaya a París. Puesto que Juliette rehúsa, Höfgen no encuentra otra alternativa que permitir que Juliette sea arrestada. En prisión, Höfgen le dice que hará que la envíen a París y la ayudará financieramente. En 1934, Bárbara se divorcia de Höfgen y va a vivir en París. Nicoletta se separa de su esposo y regresa a Berlín, a continuar trabajando como actriz junto a Höfgen. El Ministro Presidente y el Ministro de Propaganda discuten sobre la elección del nuevo director del Teatro Estatal. El Ministro Presidente quiere que Höfgen tome el puesto pero aunque el Ministro de Propaganda no está de acuerdo, eventualmente lo acepta. Höfgen toma la posición de Cäsar von Muck, que es nombrado presidente de la “Dichterakademie” (Academia de Poesía). En París, von Muck se encuentra con la amante de Höfgen. Sediento de venganza esparce la información de su relación. El Führer llama a Höfgen para una corta conversación, luego lo deja ir una vez que el asunto ha sido arreglado.
Höfgen compra una gran villa en Grunewald y lleva a su madre y hermana a Berlín. Se casa con Nicoletta para acabar los rumores de su relación con una mujer negra. Ulrichs de nuevo en el trabajo en el círculo comunista; sabe que Höfgen vive únicamente para su fama y es arrestado nuevamente. Höfgen le implora por ayuda al Ministro-presidente, pero él le explica a Höfgen que ya no puede ayudarlo y no debería insistir más en este tema.
Höfgen interpreta su nuevo rol de Hamlet pobremente, y sufre grandemente por su ineptitud. El estreno es muy exitoso y los críticos están impresionados. La audiencia ya no valora sus habilidades artísticas, sino su relación con el poder. Al final de la novela, se desahoga con su madre. Ella conoce de la susceptibilidad de su hijo para los ataques de nervios y nota que su espíritu está destrozado.